# Новосинюхинское
Новосинюхинское — село в Отрадненском районе Краснодарского края. Входит в Рудьевское сельское поселение.

## Описание
Село расположено на реке Синюхе вблизи южной окраины хутора Хорина, в 6 км к востоку от села Рудь и в 20 км к северо-западу от станицы Отрадной.
Единственная улица села носит название Речная.

## Население
| 2002 | 2010 |
| ---- | ---- |
| 3    | ↗8   |